# Roland Hoffmann (Baseballspieler)
Roland „Rolles“ Hoffmann (* 31. Januar 1936 in Mannheim; † 20. Oktober 2022 ebenda) war ein deutscher Baseballspieler und -trainer. Hoffmann nahm als Catcher an zwei Welt- und elf Europameisterschaften teil. Von 1982 bis 1993 war er Trainer der deutschen Baseballnationalmannschaft.

## Werdegang
Roland Hoffmann kam durch amerikanische Besatzungssoldaten mit Baseball in Kontakt. Ab 1947 begann er selbst zu spielen. Beeindruckt von den Spielen des amerikanischen Soldatenvereins Mannheim Tornados gründete er mit anderen Baseballbegeisterten später die Mannheim Tornados. Eine Besonderheit an Hoffmanns Spiel war, dass er als Switch-Hitter sowohl mit links als auch mit rechts schlagen konnte.

## Erfolge
Roland Hoffmann wurde 1994 in die Hall of Fame des Deutschen Baseball und Softballverbandes aufgenommen. Er gilt als einer der erfolgreichsten deutschen Nationalspieler. Hoffmann wurde mit den Mannheim Tornados mehrmals Deutscher Meister.